# Tylotiella japonica
Tylotiella japonica là một loài ốc biển, là động vật thân mềm chân bụng sống ở biển thuộc họ Drilliidae.